# Либуда, Райнхард
Ра́йнхард Либу́да (нем. Reinhard Libuda; 10 октября 1943 — 25 августа 1996) — немецкий футболист, нападающий.

## Карьера
Райнхард чаще всего занимал позицию на поле «под нападающими». А значит имел высокую скорость, технику паса и великолепный дриблинг. Имел прозвище «Стэн», которое образовалась от английского игрока Стенли Мэтьюза, который играл в схожем стиле и хорошо оценил способности Райнхарда.
Всего в бундеслиге сыграл 264 матча за «Шальке 04» и дортмундскую «Боруссию» и забил 28 мячей. Под занавес спортивной карьеры сыграл сезон во Франции за «Страсбур», проведя 15 игр и забив 3 мяча.
Был вовлечён в скандал с договорными матчами в Бундеслиге.
Закончил карьеру игроком «Шальке» в 1976 году. Один из самых известных игроков «Шальке». Оставался предан клубу до конца жизни, умер в Гельзенкирхене.
С 1963 по 1971 года играл в сборной ФРГ. Провёл 26 игр и забил 3 мяча. Стал бронзовым призёром ЧМ-1970.